# 제일재경일보
제일재경일보(중국어: 第一财经日报/第一財經日報，영어: China Business News)는 2004년 11월 15일에 중국 상하이에서 창간된 중화인민공화국의 경제 신문 중의 하나로, 중국 최대의 종합 미디어 그룹인 상하이 미디어 그룹(Shanghai Media Group, SMG) 소속의 경제 미디어로써 일간지, 주간 잡지, 인터넷, TV 방송, 라디오, 모바일 APP 등 여러 매체를 통해 발행한다.

## 발행주제
중국 최초의 시장화 경제 일간지로, 주로 경제 동향, 정책, 산업 현황 등 경제와 관련된 기사를 다룬다.

## 발행빈도
매주 월요일에서 토요일까지, 주 6회 발행되며 이 중에서 토요일 판은 <재상주말>（财商周末）라는 이름으로 발행된다.

## 조직
제일재경일보는 산하에 정경뉴스센터, 산업뉴스센터, 경제뉴스센터 및 국제뉴스센터 등 4개의 뉴스센터를 비롯해, 중국 베이징, 광저우에 지사를, 뉴욕, 워싱턴, 로스엔젤레스, 토론토, 런던, 싱가포르 및 서울에 해외 특파원을 두고 있으며, 주간 잡지, 인터넷, TV 방송, 라디오, 모바일 APP 관련 부서가 마련되어 있다.
2015년 6월, 알리바바 그룹은 상하이 미디어 그룹 산하의 경제 미디어인 제일재경과 전략적 파트너십을 체결하고 12억 위안을 투자하여 제일재경의 30% 지분을 획득하였다. 이후 알리바바는 제일재경과 상업 빅데이터 분석과 활용을 목적으로 한 상업분석 자회사 DT재경(중국어 간체: DT财经)을 설립하였다. 또한 양측은 공동으로 세계적인 범위에서 미디어 스타트업을 키우는 미디어 인큐베이터사업도 진행할 계획이다.
2017년, 제일재경은 영어권 식자에게 중국 경제의 소식을 전달하기 위해 경제 정보 사이트인 Yicai Global를 런칭하였다. Yicai Global는 현재 미국 Bloomberg, 다우존스 및 일본 니케이의 공식 파트너사이다.
상하이 본사: 8F, Radio & TV Building, NO 651, West Nanjing Road, Jingan District, Shanghai, 200041, CHINA（上海市静安区南京西路651号广电大厦8层）
베이징 지사: Building G, NO 2, Guanghua Road, Chaoyang District, Beijing, CHINA（北京市朝阳区光华路2号阳光100G座上海广电大厦）
광저우 지사: 15F, NO 83, Baiyun Road, Yuexiu District, Guangzhou City, Guangdong, CHINA（广东省广州市越秀区白云路83-85号广东高速公路大厦15层）

## 발행범위
제일재경일보는 중국 대형, 중소형 도시에 매일 100만 부 이상 발행되며, 주간 잡지, 인터넷, TV 방송, 라디오, 모바일 APP을 통해서도 중국 전역 및 전 세계 중국어권 독자에게 전달되고 있다.

## 방송채널
제일재경일보는 관계사로 상하이 및 중국 전역에서 시청 가능한 경제 TV 채널 2개(제일재경채널第一财经频道, 동방재경·푸둥채널东方财经·浦东频道)를 보유하고 있다.
제일재경채널(중국어 간체: 第一财经频道)는 상하이 미디어 그룹(SMG) 소속의 경제 채널로 상하이 지역을 포함한 중국 내륙, 홍콩 및 싱가포르에서 송출되고 있으며, 광동성 심천 지역에서는 심천방송국 경제생활채널을 통해 매일 15시간 방송이 진행되고 있다.
동방재경·푸둥채널(중국어 간체: 东方财经·浦东频道)는 상하이 미디어 그룹(SMG)와 중국 금융와 항운의 허브인 상하이 푸둥 신구 당국이 지난 2015년 4월에 공동으로 출범한 디지털 채널이다.

## 일재망
일재망(중국어 간체:一财网)은 제일재경의 산하 사이트로, <제일재경일보> 및 제일재경 TV, 제일재경 라디오 등 제일재경 미디어의 기사와 방송을 실시간으로 볼 수 있으며, 현재 중국 현지의 포털사이트와도 협력 관계를 구축하고 있다.

## 파트너십
현재 제일재경일보는 다보스 포럼, 보아오 포럼 등 여러 국제적 행사의 중화권 독점 미디어 파트너이다.